# Guatteria wachenheimii
Guatteria wachenheimii este o specie de plante angiosperme din genul Guatteria, familia Annonaceae, descrisă de Raymond Benoist. Conform Catalogue of Life specia Guatteria wachenheimii nu are subspecii cunoscute.